# Only the Lonely (película)
Only the Lonely (conocida en Hispanoamérica como Yo, tú y mi mamá) es una película de comedia estadounidense de 1991 dirigida y escrita por Chris Columbus y con actuación de John Candy, Maureen O'Hara, Ally Sheedy y Anthony Quinn.

## Sinopsis
Danny Muldoon (John Candy), un policía de Chicago de 38 años, todavía vive con su dominante madre irlandesa, Rose Muldoon (Maureen O'Hara). Soltero y solitario, Danny se enamora de Theresa Luna (Ally Sheedy), una joven introvertida y solitaria que trabaja en la funeraria de su padre como esteticista. En su primera cita, la lleva a Comiskey Park y tiene un pícnic en el campo. Su cortejo eventualmente se vuelve muy difícil porque Rose comienza a sentirse amenazada de que Theresa está intentando robarle a su hijo; el hecho de que Teresa no sea irlandesa solo exacerba la situación.

## Reparto
- John Candy: Daniel "Danny" Muldoon.
- Maureen O'Hara: Rose Muldoon.
- Ally Sheedy: Theresa Luna.
- Anthony Quinn: Nick Acropolis.
- James Belushi: Salvatore "Sal" Buonarte.
- Kevin Dunn: Patrick Muldoon.
- Macaulay Culkin: Billy Muldoon.
- Kieran Culkin: Patrick Muldoon, Jr.
- Milo O'Shea: Doyle.
- Bert Remsen: Spats.
- Joe Greco: Johnny Luna.
- Les Podewell: Jack

## Recepción
En general, Only the Lonely fue bien recibida por la crítica especializada y por la audiencia. En Rotten Tomatoes cuenta con un 64 % de índice aprobatorio con un índice de audiencia promedio de 6 sobre 10 basado en 22 reseñas. Bob Thomas de Associated Press comentó: «Columbus realza los fragmentos cómicos con comentarios sobre la condición humana: la aparición del amor, el cordón de plata entre madre e hijo, la difícil situación de los hombres solteros de edad cuyo único vínculo son sus compañeros de bar».